# Michele Lanubile
Michele Lanubile (* 1959 in Bari) ist ein italienischer Filmregisseur.

## Leben
Lanubile machte seinen Abschluss in Ingenieurwissenschaften und wirkte einige Jahre als Dozent; seine Dissertation schrieb er über ein Thema der Festkörperphysik an der Universität Pisa. 1991 besuchte er die Filmschule „Ipotesi Cinema“ von Ermanno Olmi und inszenierte im Jahr darauf in seiner Heimatstadt Hermann Hesses Narziß und Goldmund am „Teatro Kismet“. 1998 nahm sein Kinodebüt Io non ho la testa (nach eigenem Drehbuch entstanden) am Filmfestival Locarno teil, kam jedoch kaum in den regulären Verleih.

## Filmografie
- 1998: Io no ho la testa